# Rogeria caraiba
Rogeria caraiba é uma espécie de formiga do gênero Rogeria, pertencente à subfamília Myrmicinae.